# Rade Veljović
Rade Veljović (serbisch-kyrillisch Раде Вељовић; * 9. August 1986 in Belgrad) ist ein serbischer ehemaliger Fußballspieler.

## Karriere

### Verein
Veljović begann seine Karriere bei FK Jedinstvo Ub. 2006 wechselte er zu FK Napredak Kruševac. Im Januar 2009 wechselte Veljović zu CFR Cluj. Cluj überwies 400.000 Euro an Voždovac. Am 2. Mai 2009 gab er sein Debüt in der Liga 1, als er beim 0:1-Niederlage gegen Dinamo Bukarest für Diego Ruiz in der 79. Spielminute eingewechselt wurde. Im Sommer 2009 wurde er an Unirea Alba Iulia verliehen. Nach seiner Rückkehr vereinbarte der CFR Cluj ein Ausleihgeschäft mit Aufsteiger FCM Târgu Mureș für die Hinrunde der Saison 2010/11. In Târgu Mureș kam er lediglich auf drei Einsätze. Anfang 2011 wurde er an FK Borac Banja Luka in die bosnisch-herzegowinische Premijer Liga verliehen. Am Saisonende gewann er mit seinem Team die Meisterschaft.
Nach seiner Rückkehr wurde Veljović im Sommer 2011 an FK Javor Ivanjica in die serbische SuperLiga transferiert. Dort konnte er sieben Tore in 27 Spielen erzielen und beendete die Saison 2011/12 auf einem Platz im Mittelfeld. Er verließ den Klub im Sommer 2012 zu Ligakonkurrent FK Smederevo. Mit seinem neuen Team musste er am Ende der Spielzeit 2012/13 absteigen. Er schloss sich daraufhin Aufsteiger FK Voždovac an, kam dort aber nur in der Hälfte der Spiele zum Einsatz. Im Sommer 2014 wurde sein Vertrag nicht verlängert und er war ein halbes Jahr ohne Verein, ehe Zweitligist FK Radnik Surdulica ihn unter Vertrag nahm. Seit Sommer 2015 ist er erneut auf Klubsuche.

### Nationalmannschaft
Veljović spielte von 2008 bis 2009 sechsmal für die serbische U-21.

## Erfolge/Titel
- Rumänischer Pokalsieger (1): 2008/09
- Bosnisch-herzegowinischer Meister (1): 2010/11